# Блониці
Блониці (пол. Błonice) — село в Польщі, у гміні Жґув Конінського повіту Великопольського воєводства.
Населення — 91 особа (2011).

## Демографія
Демографічна структура станом на 31 березня 2011 року:
|          | Загалом | Допрацездатний вік | Працездатний вік | Постпрацездатний вік |
| -------- | ------- | ------------------ | ---------------- | -------------------- |
| Чоловіки | 50      | 8                  | 37               | 5                    |
| Жінки    | 41      | 9                  | 23               | 9                    |
| Разом    | 91      | 17                 | 60               | 14                   |